# 뇌샤텔호
뇌샤텔호(프랑스어: Lac de Neuchâtel, 독일어: Neuenburgersee)는 스위스 서부에 있는 호수이다. 대부분 뇌샤텔주에 속하지만, 보주, 프리부르주, 베른주에도 속한다. 면적 218.3 평방 킬로미터로, 호수 면적이 스위스에 있는 호수로 스위스 최대이다. 호수 근처에는 뇌샤텔, 라텐 등의 주거지가 있다. 이 호수는 빌/비엔 및 모라/무르텐 호수와 함께 3대 호수 지역에 있는 호수 중 하나이다.
218.3k㎡의 표면을 가진 뇌샤텔 호수는 완전히 스위스에 위치한 가장 큰 호수이자 유럽에서 59번째로 큰 호수이다. 길이는 38.3km, 가장 넓은 곳은 8.2km이다. 표면은 해발 429m이고, 최대 깊이는 152m이다. 총 물의 양은 14.0k㎥이다. 호수의 배수 지역은 약 2,670k㎡이고, 정점은 1,607m의 르샤세롱이다.
제네바 호수 지역과 비교하여 뇌샤텔 호수 해안선은 지역 고속도로 네트워크가 완성되면서 상당한 경제 발전을 경험했다. 이곳은 또한 라텐이라고 불리는 말뚝 주거에 켈트족 군집체를 수용한 것으로 알려져 있으며, 두 번째 철기 시대에 그 이름을 부여한다.
호수는 오브강(오브시의 하류에서 라 티엘 또는 라 티엘레라고 함), L'Arnon, L'Areuse, Le Seyon 및 La Menthue 뿐만 아니라 브로예 운하에 의해 공급된다. 티엘 운하(프랑스어 : Canal de la Thielle, 독일어 : Zihlkanal)는 호수를 빌호로 배수하며, 젤란트 지역의 호수와 강에 대한 규제 시스템의 일부이다.
뇌샤텔 호수는 현재 멸종된 심해 송어 살베리누스 네오코멘시스의 서식지였다.

## 역사
호수는 큰곰과 유라시아 비버의 뼈도 발견된 유적(오베니어 호수 휴양지 및 고고학 박물관, 라테니움)에 의해 입증된 바와 같이 선사 시대 사람(당시 유럽에서 거의 도처에 있는 두 인류)이 자주 찾았다.
클렌디와 고르기에, 그랑송, 생오방소주 및 보루의 메리히르, 위풍당당한 불규칙한 블록인 혼약석 등과 같은 여러 거석 기념물이 호수를 따라 늘어서 있다.
최초의 스위스 마을이 나타났을 때, 기원전 120년경에 건설된 약 50헥타르의 대규모 요새 지역인 몽부이는 라텐 지역이 거의 비어 있는 동안 모라와 뇌샤텔 호수를 통제했다. 지금의 이베르동레뱅은 기원전 4세기에 점유된 더 작은 정착지(3~4헥타르)인 호수 반대편에 있는 방벽 섬에 위치했으며, 그리고 기원전 80년에 이 오피둠(에부로두눔)이 기원후 1세기에 부코스가 되기 전에 정면 기둥(뷔이의 그것처럼)으로 된 길고 견고한 성벽을 통해 요새를 구축했다.
호수에 대한 최초의 서면 언급은 998년으로 거슬러 올라간다. 여기서 라시 에베르두넨시(또는 라틴어 이름 에부로두눔에서 유래한 이베르동 호수)가 언급되어 있으며, 그 근처에 브베 수도원이 세워졌다. 이 이름은 중세 시대 전반에 걸쳐 지배적이었고, 현재의 뇌샤텔 호수와 함께 사용 되지만 15세기 이후로는 자주 사용된다. 후자는 19세기에 지배적이 되었으며, 특히 호수의 수위가 낮아지고 보두아 철도가 개발되면서, 이베르동 항구의 중요성이 감소했다.
뇌샤텔 호수, 특히 뇌샤텔 마을은 기후와 알프스의 탁 트인 전망으로 인해 벨 에포크 시대에 인기 있는 관광지가 되었다.

## 지리
뇌샤텔 호수는 스위스고원의 쥐라산맥 기슭에 위치하고 있다. 주로 프랑스어를 사용하는 스위스 로만디에서 뇌샤텔 (86k㎡), 보(74k㎡) 및 프리부르(53k㎡), 베른 (2k㎡)의 4개 주와 접해 있다.
호수의 주요 지류는 티엘레 및 모라 호수에 연결하는 브루아 운하이다. 티엘레 운하 (독일어: Zihlkanal)를 통해 빌호로 흐른다.
19세기와 20세기에 쥐라 수로 교정 이후, 이곳은 모라호와 함께 빌호로 흘러드는 아레강의 물에 대한 보정 분지 역할을 했다. 실제로 후자의 수위가 너무 높아지면 흐름이 멈추거나 반대 방향으로 갈 수도 있다.
뇌샤텔 호수는 길이가 38km이고, 최대 너비가 8.2km이다. 최대 깊이는 152m이고, 용량은 14k㎥로 추정된다. 제네바호와 보덴호가 이웃 국가와 공유된다는 점을 고려할 때 스위스 영토에서 완전히 위치한 가장 큰 호수이다.
2021년 여름, 뇌샤텔 호수는 유럽 본토에 광범위한 홍수로 인해 역사적으로 높은 수위를 달성했다.

## 인접 취락

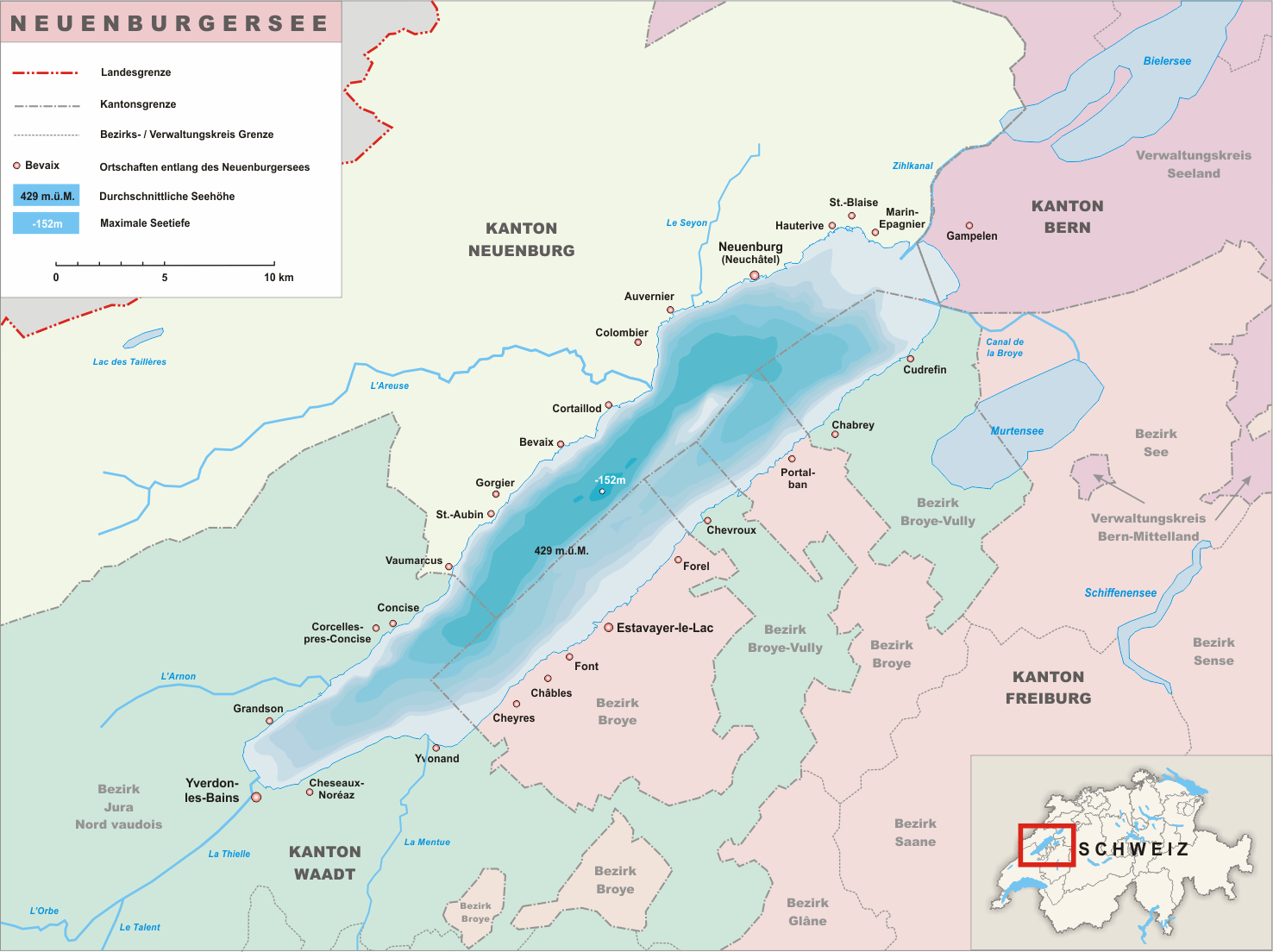
주별 뇌사텔호

### 북서 호반
이베르동에서 라텐까지 (남서에서 북동까지) :
- 이베르동레뱅 (VD)
- 그랑송 (VD)
- 본빌라 (VD)
- 우넹 (VD)
- 코르셀르-프레-콩시스 (VD)
- 콩시스 (VD)
- 보마르쿠 (NE)
- 소주 (NE)
- 생토뱅 (NE)
- 고르기에, 세즈르바르 (NE)
- 브베 (NE)
- 코르타이요 (NE)
- 아로즈 (부드리) (NE)
- 도베코테 (밀빈) (NE)
- 오베르니에(밀빈) (NE)
- 세리에르(뇌샤텔)
- 뇌샤텔
- 오트리브 (NE)
- 생블레즈 (NE)
- 마렝-에파니에(라텐) (NE)

### 남동 호반
- 이베르동에서 감플렁까지[6]
- 세조 (세조-노레아) (VD)

- 이보낭 (VD)